# نودشا (کانزاس)
نودشا (به انگلیسی: Neodesha) شهری در ایالت کانزاس کشور ایالات متحده آمریکا است که جمعیت آن در سرشماری سال ۲۰۱۰ میلادی، ۲٬۴۸۶ نفر بوده‌است.